# ファタハ・イスラム
ファタハ・アル＝イスラーム（アラビア語: فتح الإسلام, Fatḥ al-Islām, ファトフ・アル＝イスラーム、実際の発音：ファトフ・ル＝イスラーム、英語: Fatah Islam）とは、レバノン北部トリポリ近郊のパレスチナ難民キャンプ、ナハル・アル＝バーリドを拠点とする、スンナ派イスラーム原理主義組織。
200～500人の構成員はパレスチナ人のほか、レバノンやシリア、サウジアラビアなど他のアラブ国籍の者が多数。
指導者はシャーキル・アル＝アブシー。アブシーがシリアの刑務所を出所後の2006年11月、シリアに本部を置くファタハ・インティファーダの分派として設立した。
2008年12月9日、イスラーム原理主義系ウェブサイトに掲載されたファタハ・アル＝イスラームの声明によると指導者シャーキル・アブシーがシリアのジャルマナで同国治安部隊により殺害又は逮捕されたと発表した。声明によれば新たな指導者に、アブー・ムハンマド・アワドを指名したとされる。